# John Coakley

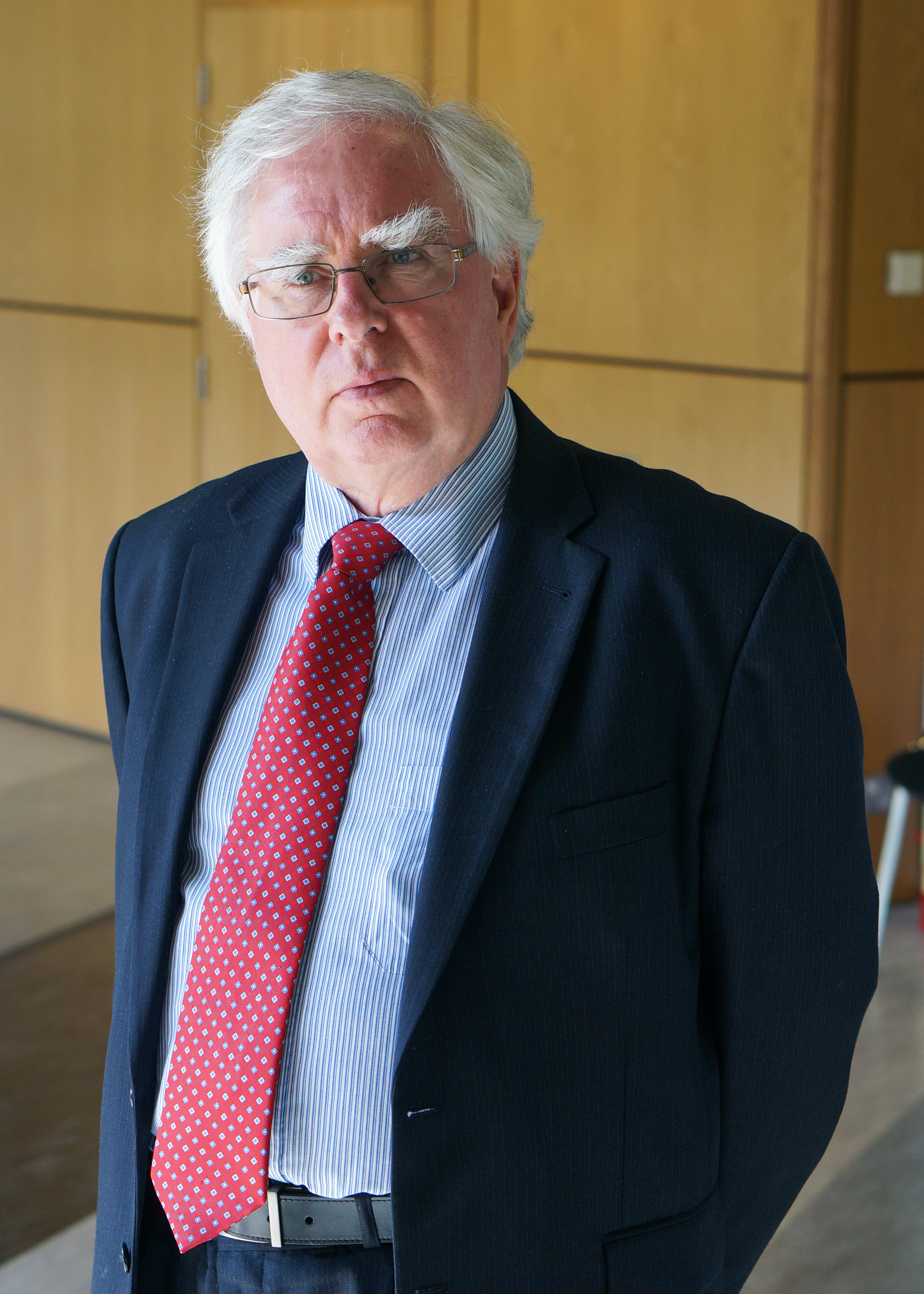
John Coakley

John Coakley (* 28. Juni 1949 in Claremorris, County Mayo) ist ein irischer Politikwissenschaftler und Hochschullehrer.

## Leben und Wirken
John Coakley studierte Geschichte und Politikwissenschaft am University College Dublin und erwarb dort 1972 den Bachelorgrad. Seine Magisterprüfung erfolgte hier 1974. Von 1976 bis 1994 wirkte er als Dozent für Politikwissenschaft an der University of Limerick. Auslandsaufenthalte führten ihn an die Universität Bergen und die London School of Economics. Im Jahre 1994 übernahm er eine außerordentliche Professor am University College Dublin. 2002 erwarb er den Doktorgrad an der National University of Ireland. Einen Forschungsaufenthalt am Woodrow Wilson International Center for Scholars verbrachte Coakley von 2005 bis 2006.
Coakley beschäftigt sich vor allem mit dem politischen System Irlands, dem Nordirland-Konflikt, Nationalismus und ethnischen Konflikten allgemein.

## Veröffentlichungen (Auswahl)
Monographien
- (Hrsg.): The social origins of nationalist movements. The contemporary West European experience. Sage, London 1992, ISBN 0-8039-8572-X.
- (Hrsg.): The territorial management of ethnic conflict. Cass, London 1993, ISBN 0-7146-3465-4 (2. Aufl. 2003, ISBN 0-7146-8051-6).
- (mit John Trent): History of the International Political Science Association 1949-1999. International Political Science Assoc., Dublin 2000, ISBN 1-902277-28-7.
- (Hrsg.): Changing shades of orange and green. Redefining the union and the nation in contemporary Ireland. University College Dublin Press, Dublin 2002, ISBN 1-900621-83-5.
- (Hrsg., mit Maurice J. Bric): From political violence to negotiated settlement. The winding path to peace in twentieth-century Ireland. University College Dublin Press, Dublin 2004, ISBN 1-900621-84-3.
- (mit Yvonne Galligan): The rise of the Irish presidency. Four Courts Press, Dublin 2004, ISBN 1-85182-406-5.
- (Hrsg. u. Mitautor): Renovation or revolution? New territorial politics in Ireland and the United Kingdom. University College Dublin Press, Dublin 2005, ISBN 1-904558-04-6.
- (Hrsg.): Crossing the border. New relationships between Northern Ireland and the Republic of Ireland. Irish Academic Press, Dublin 2007, ISBN 0-7165-2922-X.
- (Hrsg.): Paths towards ethnic conflict resolution. The comparative dimension. Routledge, London 2010, ISBN 978-0-415-55402-2.
- Nationalism, ethnicity and the state. Making and breaking nations. Sage, Los Angeles 2012, ISBN 978-1-4462-4743-3.
- Reforming political institutions. Ireland in comparative perspective. Institute of Public Administration, Dublin 2013, ISBN 1-904541-33-X.
- (Hrsg., mit Kevin Rafter): The Irish presidency. Irish Academic Press, Dublin 2014, ISBN 978-0-7165-3206-4.
- (Hrsg., mit Jennifer Todd): Breaking patterns of conflict. Britain, Ireland and the Northern Ireland question. Routledge, London 2015, ISBN 1-138-78028-6.
- (Hrsg.): Non-territorial autonomy in divided societies. Routledge, London 2017, ISBN 978-1-138-95395-6.
- (mit Jennifer Todd): Negotiating a settlement in Northern Ireland, 1969-2019. Oxford University Press, Oxford 2020, ISBN 978-0-19-884138-8.
- (Mithrsg.): Politics in the Republic of Ireland. 7. Aufl. Routledge, London 2024, ISBN 978-1-03-235765-2.

Aufsätze
- Independence movements and national minorities. Some parallels in the European experience. In: European journal of political research, Bd. 8 (1980), S. 215–247.
- Self-government for Gaelic Ireland. The development of state language policy. In: Europa ethnica, Bd. 37 (1980), S. 114–124.
- Political succession and regime change in the new states in inter-war Europe: Ireland, Finland, Czechoslovakia and the Baltic Republics. In: European journal of political research, Bd. 14 (1986), S. 187–206.

- National minorities and the government of divided societies. A comparative analysis of some European evidence. In: European journal of political research, Bd. 18 (1990), S. 437–456.
- The resolution of ethnic conflict. In: International political science review, Bd. 13 (1992), H. 4, S. 343–358.
- Approaches to the resolution of ethnic conflict. The strategy of non-territorial autonomy. In: International political science review, Bd. 15 (1994), H. 3, S. 297–314.
- Religion and nationalism in the first world. In: Daniele Conversi (Hrsg.): Ethnonationalism in the contemporary world. Walker Connor and the study of nationalism. Routledge, London 2002, S. 206–226, ISBN 0-415-26373-5.
- Has the Northern Ireland problem been solved? In: Journal of democracy, Bd. 19 (2008), S. 98–112.
- Kingdoms, republics and people's democracies. Legitimacy and national identity in European constitutions. In: National identities, Jg. 2011, H. 3, S. 267–285.
- The religious roots of Irish nationalism. In: Social compass, Bd. 58 (2011), H. 1, S. 95–114.
- The strange revival of bicameralism. In: The Journal of legislative studies, Bd. 20 (2014), S. 542–572.
- Resolving international border disputes. The Irish experience. In: Cooperation and conflict, Bd. 52 (2017), H. 3, S. 377–398.